# Boris Strohsack
Boris Strohsack (12. září 1929, Žalec – 23. dubna 1997, Lublaň) byl slovinský právník a v letech 1993 až 1995 předseda Nejvyššího soudu Republiky Slovinsko.

## Životopis
Právnickou fakultu Univerzity v Lublani absolvoval v roce 1956 a na stejné univerzitě získal v roce 1973 doktorát. V letech 1958 až 1961 byl soudcem občinských soudů a v letech 1961 až 1968 soudcem krajského soudu v Celje. Od roku 1970 byl soudcem Nejvyššího soudu Socialistické republiky Slovinsko. V roce 1978 se stal mimořádným a v roce 1987 řádným profesorem na Právnické fakultě Univerzity v Lublani. V březnu 1993 byl zvolen prvním předsedou Nejvyššího soudu samostatného Slovinska, když vystřídal Francku Strmole Hlastec, která funkci zastávala od roku 1981. V roce 1995 odešel do důchodu.
Byl literárně činný. Zemřel v roce 1997 v Lublani.